# فرنجمشک (سرده)
فرنجمشک (نام علمی: Melissa) یا وارنگ‌بو نام یک سرده از تیرهٔ نعناعیان است که شامل گیاهان علفی چندساله با ساقه‌های چهارگوش و پوشیده از کرک‌های غده‌دار یا کرک‌های ساده است.